# کاکلی‌نخل‌تباران
کاکُلی‌نخل‌تباران (نام علمی: Corypheae) نام یک تبار از زیرخانواده کاکلی‌نخلان است.